# Spheginobaccha rotundiceps
Spheginobaccha rotundiceps är en tvåvingeart som först beskrevs av Friedrich Hermann Loew 1858.  Spheginobaccha rotundiceps ingår i släktet Spheginobaccha och familjen blomflugor. Inga underarter finns listade i Catalogue of Life.